# Dicranoweisia brevifolia
Dicranoweisia brevifolia là một loài rêu trong họ Dicranaceae. Loài này được Herzog mô tả khoa học đầu tiên năm 1938.